# 苗栗縣 (清朝)
苗栗縣（1889年－1895年），是臺灣清治末期的一個縣。
1889年（光緒十五年）創立之際，係由原新竹縣南半部拆分而出，轄區北至中港溪的支流南港溪，南至大甲溪，東至大甲溪、蘭陽溪分水嶺，約當今之苗栗縣的大部分地區及臺中市北半部；1893年時人口約71,000人。1895年（光緒二十一年），福建臺灣省依《馬關條約》割讓予日本，苗栗縣廢止。
當時苗栗縣轄三個堡 :
苗栗一堡（又稱「苗栗堡」，設本縣前原名「竹南二堡」）。
苗栗二堡 （又稱「通霄堡」，設本縣前原名「竹南三堡」）。
苗栗三堡 （又稱「大甲堡」，同前，原名「竹南四堡」）。
清朝的苗栗縣衙門，設在今苗栗市的苗栗縣苗栗市建功國民小學內。當時朝廷原計劃建苗栗縣城，但來不及完工落成，進入日治時期時，尚未完工的苗栗縣城被日本政府拆除。

## 歷任知縣
- 林桂芬
- 沈茂蔭
- 李烇

## 苗栗八景
- 三台疊翠：由今苗栗市朝東南東方向遠望，由近而遠分別為墨硯山、八角崠山脈、加里山山脈
- 雙峰凌霄：雙峰山，位於銅鑼鄉樟樹村與三義鄉雙湖村一帶
- 蛤市浮嵐：今公館鄉（舊名蛤仔市）八角崠山脈群峰的煙雲勝景
- 磺窟響泉：今公館鄉開礦村出礦坑（舊稱出磺坑）
- 玉山霽雪：今泰安鄉梅園村雪山（舊稱玉山）
- 馬陵小海：今造橋鄉龍昇村大潭（舊稱馬陵潭）
- 吞霄漁艇：今通霄鎮街區
- 銀錠綺霞：今臺中市大甲區、外埔區交界之鐵砧山（又名銀錠山）[1]